# Bastardiastrum tricarpellatum
Bastardiastrum tricarpellatum är en malvaväxtart som först beskrevs av B.L. Robinson och Greenm., och fick sitt nu gällande namn av D.M. Bates. Bastardiastrum tricarpellatum ingår i släktet Bastardiastrum och familjen malvaväxter. Inga underarter finns listade i Catalogue of Life.